# Wookieepedia
Wookieepedia (známá jako Star Wars Wiki) je wiki encyklopedie o Star Wars, zahrnující informace o celém fikčním světě Star Wars.
Wookieepedia má obdobný vzhled jako Wikipedie, používá stejný software MediaWiki, s Wikipedií však organizačně nic společného nemá. Vznikla jako anglofonní projekt, postupně však vzniklo několik jejích jazykových mutací. Anglická verze má v současnosti přes 187 000 článků. Jedná se o vůbec největší stránku o Star Wars na světě. K nalezení jsou zde nejnovější a nejúplnější informace z tohoto světa a z dění okolo tohoto světa. Popsány jsou zde filmy, knihy, komiksy i hry. Obsahuje detailní databázi o postavách, místech a událostech v celém univerzu.
Byla založena 4. března 2005 Chadem Barbrym.